# Girolamo Stancanelli
Girolamo Stancanelli (né le 10 juin 1883 à Novara di Sicilia) est un homme politique italien.

## Biographie
Girolamo Stancanelli nait dans la Province de Messine le 10 juin 1883 à Novara di Sicilia. Il est le fils d'Antonino Stancanelli, propriétaire âgé de 42 ans, et de Felicetta Ciuppa. Par sa sœur Teresa, il est l'oncle du préfet démocrate Antonino Stancanelli.
Au terme de ses études, il obtient un double diplôme, une licence de jurisprudence et une de littérature et philosophie. Il exerce dès lors la profession d'avocat.
Le 11 juin 1921, il est élu député italien en tant que membre social-démocrate dans le cadre de la formation de la XXVIe législature du royaume d'Italie. Il garde ce poste jusqu'au 25 janvier 1924, date de fin de la législature. En tant qu'ancien membre du parlement, il conserve donc le traitement de respect d’onorevole (ou on.).
À partir de 1943, fin du fascisme dans le Sud de l'Italie, Girolamo Stancanelli rejoint le Mouvement pour l'indépendance de la Sicile dont il devient un des principaux membres en ayant participé à sa fondation au côté de 10 autres députés indépendantistes dont Eduardo Di Giovanni et Domenico Cigna. Le 28 février 1944, il participe également à la création de la Ligue des Jeunes Séparatistes (LGS),. Dirigé par le député Andrea Finocchiaro Aprile et avec l'aide du médecin-député Giuseppe Faranda, il réussit à convaincre lors du Congrès de Bari en 1944 l'antifasciste et homme politique Giovanni Guarino Amella (1872-1949) de rejoindre le parti au nom des social-démocrates de la Province de Messine.
En mai 1948, il se présente de nouveau pour être élu député dans le cadre de la Ire législature de la République italienne, soutenu par la coalition Gruppo Castiglia formé du Bloc national et de plusieurs indépendants. Il échoue et ne parvient pas à se faire élire bien qu'en ayant reçu 17 145 voix, un des plus hauts quotas du groupe.

## Sources
- (it) « Girolamo Stancanelli », sur Camera dei deputati - Portale storico (consulté le 20 janvier 2016).